# 中佛罗里达大学
中佛罗里达大学（英語：University of Central Florida，UCF），是一所位於美國佛罗里达州奧蘭多市的州立大學，按本科生數量和全部學生數量算都是美國最大的大學。

## 历史

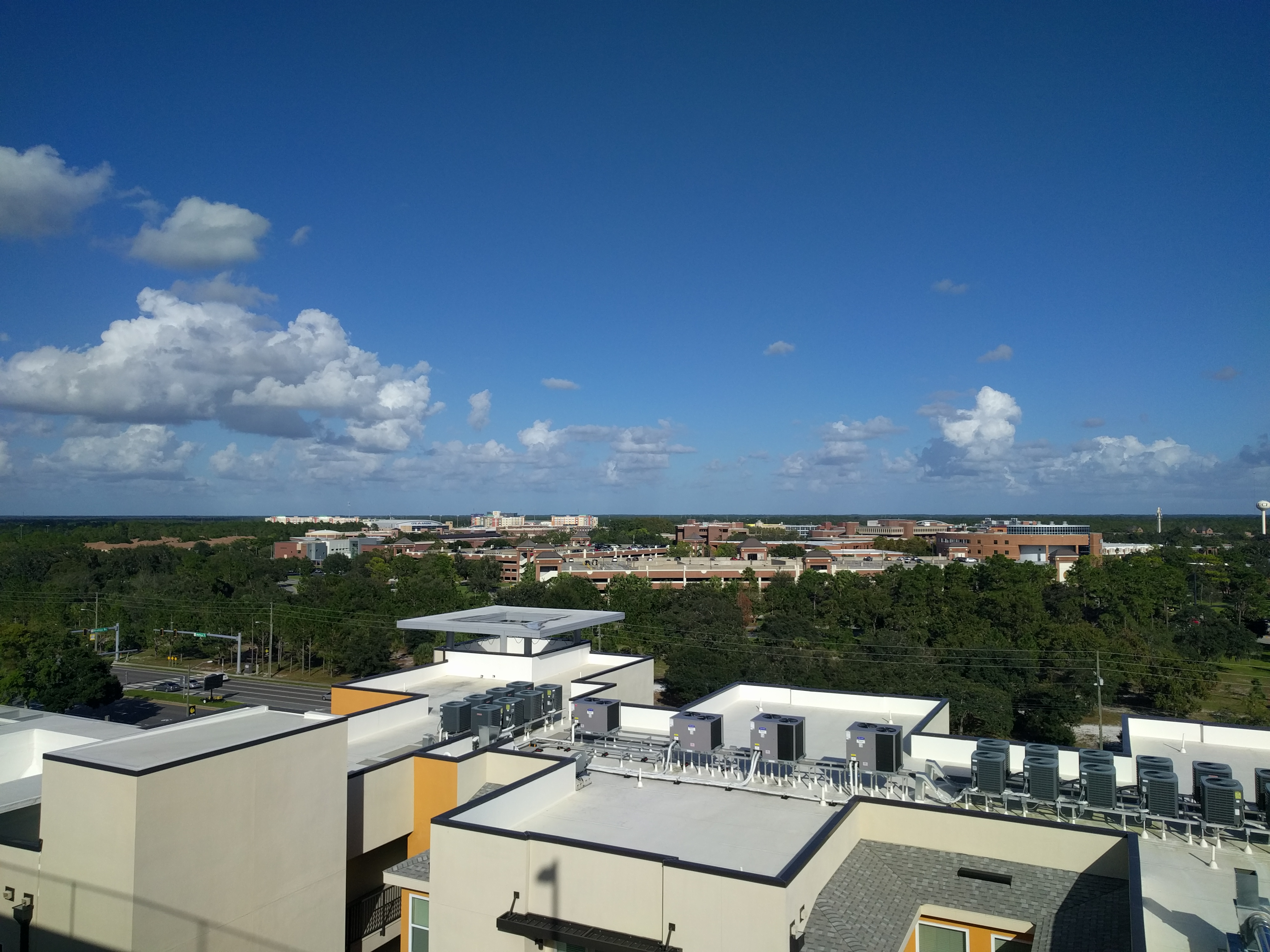
主校區

該大學創建於1963年，主要是爲了培訓為肯尼迪太空中心服務人員的教育機構。但後來因爲學術能力突出，在1978年由佛羅里達科技大學正式改名為中佛罗里达大學。除去位于奧蘭多的主校區外，還在中佛羅里達地區擁有13個分院及12個衛星校區。

## 學術
《美國新聞與世界報道》將其列爲美國最佳創新大學和最有前途的大學之一。《普林斯頓評論》和《今日美國》將其評爲美國最佳的50所公立大學之一。

## 外部連結
- 官方网站
- UCF Knights website（页面存档备份，存于）
- State University System of Florida（页面存档备份，存于）